# No Rules!

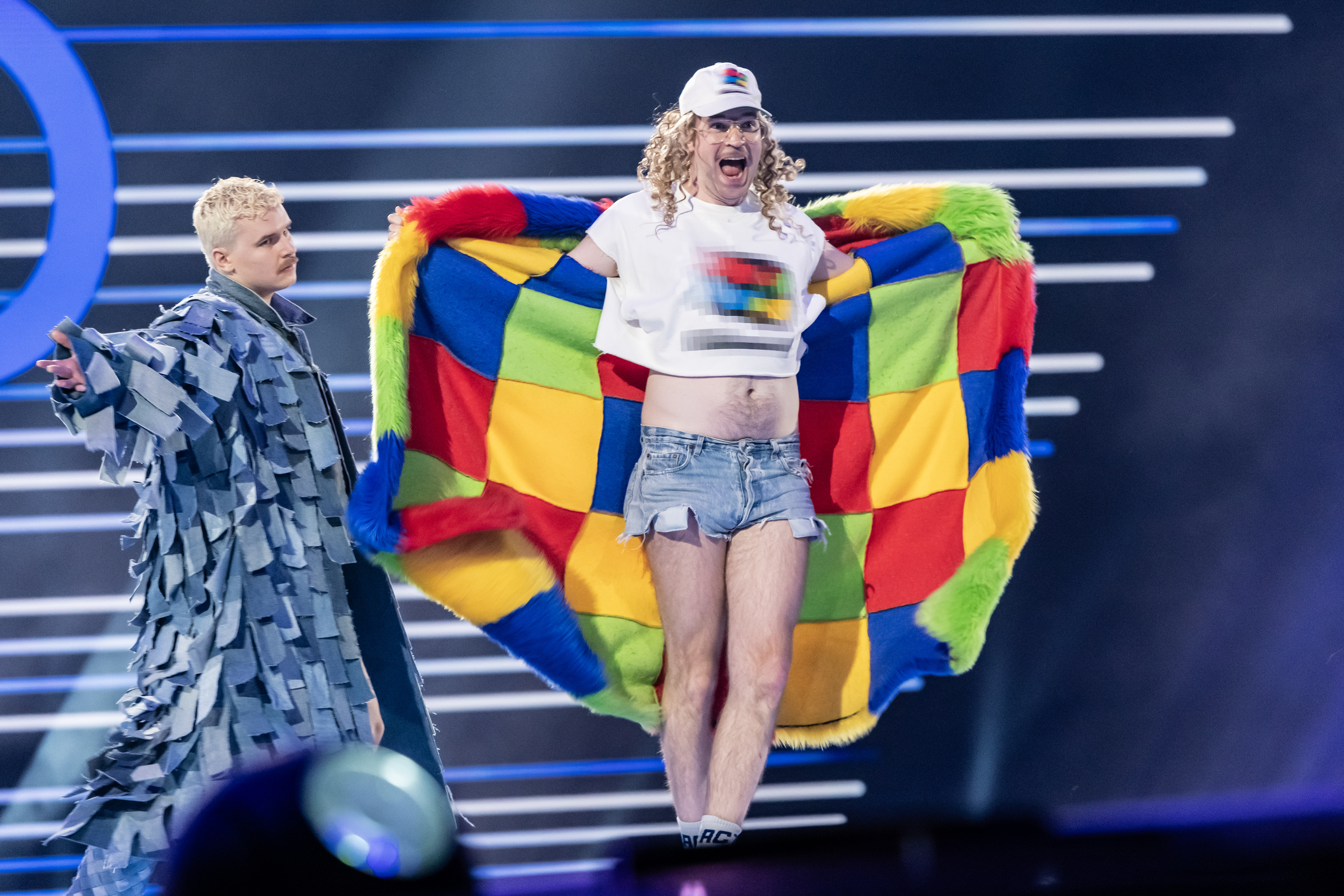
Performance ao vivo

"No Rules!" é uma canção do artista finlandês Windows95man que representou a Finlândia no Festival Eurovisão da Canção 2024, após vencer a final nacional Uuden Musiikin Kilpailu 2024.

A canção atuou na 1ª semifinal, tendo sido apurada para a grande final onde terminou em 19.º lugar com 38 pontos. Comercialmente, atingiu o sexto lugar na Finlândia.